# بادا (نظام تشغيل)
بادا هو نظام تشغيل للهواتف الذكية من سامسونج تم اصداره في 2010. كلمة بادا تعني «محيط» باللغة الكورية.
الهاتف الذكي، "wave 1" هو أول هاتف يصدر بنظام بادا.
وتم بعد ذلك إصدار أجهزة بهذا النظام ومنها Wave II و Wave III.
رؤية سامسونج لهذا النظام هي «هاتف ذكي للجميع».

## تاريخ نظام بادا
تقول سامسونج أن نظام التشغيل بادا ليس بالنظام الجديد بل عمره 10 سنوات فهو نظام سامسونج المغلق الذي صدر على عدة هواتف منها هاتف سامسونج ستار الذي بيع منه أكثر 10 ملايين نسخة في 6 أشهر من إصداره.
بعد فترة من الزمن قامت سامسونج بإعادة إصدار النظام بعد عملية ترميم كاملة للمنصة وأطلق كنظام بادا بعد الإعلان عنها مسبقا في 2009 وأبدت الكثير من الشركات التعاون مثل تويتر وغيم لوفت.
- أول هاتف لنظام بادا هو Wave I وصدر في مايو 2010.
- صدر الهاتف Wave II بعده بحوالي السنة وكان يحمل إصدار 1.2 من بادا قبل أن يصدر للهاتف Wave I.
- في 25 فبراير 2013، أعلنت شركة سامسونج عن إيقاف تطوير نظام بادا وتحويل جهود التطوير لنظام تايزن بدلاً عنه.